# Exitianus distanti
Exitianus distanti är en insektsart som beskrevs av Ross 1968. Exitianus distanti ingår i släktet Exitianus och familjen dvärgstritar. Inga underarter finns listade i Catalogue of Life.